# Північний Сифон
Північний Сифон (рос. Северный Сифон) — печера в Архангельській області, на Біломорсько-Кулойському плато європейської півночі Росії. Карстова печера горизонтального типу простягання. Загальна протяжність — 500 м. Глибина печери становить 7 м. Категорія складності проходження ходів печери — 2А.